# La Pique du jour
La Pique du jour, paru en 1985, est le sixième volume de la série Fortune de France de Robert Merle. Pierre de Siorac, amant d'une grande dame de la Cour, se voit confier par Henri IV des missions de différentes natures, qui le conduiront notamment à Rome et en Espagne, où il assistera à la mort de Philippe II.

## Principaux chapitres
- Reprise du logis de la rue du Champ fleuri
- Conflit à Reims entre le duc de Guise et Antoine de Saint Paul
- Le siège de Laon par Henri IV (1594)
- Le Procès des jésuites et leur expulsion de France en 1594
- Les négociations à Rome pour l'absolution d'Henri IV (1595) (épisode de la Pasticceria)
- Mort de Philippe II (1598) à l'Escurial (retrouvailles avec Dona Clara)
- Promulgation de l'Édit de Nantes (1598) et fin des mémoires de Pierre de Siorac

## Livre audio
- Robert Merle, La Pique du jour, Paris, Livraphone, avril 2008 (EAN 3358950001545, BNF 41354104)Série Fortune de France, tome VI ; texte intégral ; narrateur : Guy Moign ; support : deux disques compacts audio MP3 ; durée : 19 h 31 environ ; référence éditeur : Livraphone LIV 503M.